# سيلفيو غيرا
سيلفيو غيرا هو منافس ألعاب قوى إكوادوري، ولد في 18 سبتمبر 1968 في سان جبريل ‏ في الإكوادور.

## وصلات خارجية
- سيلفيو غيرا على موقع الاتحاد الدولي لألعاب القوى (الإنجليزية)
- سيلفيو غيرا على موقع أوليمبيديا (الإنجليزية)